# Luna Park Sydney
Pour les articles homonymes, voir Luna Park.
Le Luna Park de Sydney (d'abord connu sous le nom Luna Park Milsons Point) est un parc d'attractions historique situé à Milsons Point, à Sydney-Nord, dans l'agglomération de Sydney, en Nouvelle-Galles du Sud, en Australie. Le parc est ouvert depuis 1935 et a connu au fil de ses 70 ans d'existence de nombreux changements au niveau des attractions, comme au niveau de sa direction.

## Histoire

### Les débuts

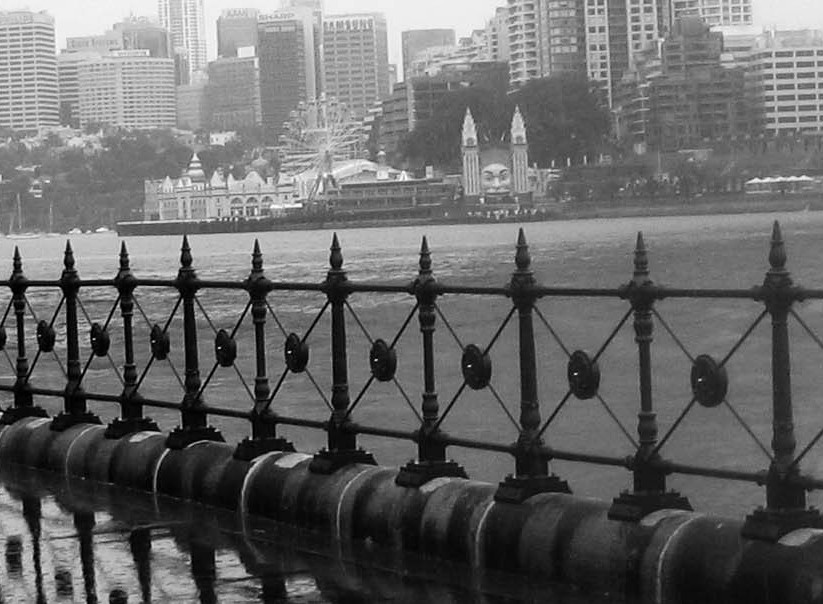
Vue générale du parc.

La localisation du parc était à l'origine la place d'une séries d'ateliers, de grues et de voies ferroviaires destinées au chantier pour la construction du Harbour Bridge. Quand ce pont fut terminé en 1932, un appel d'offres fut lancé pour trouver quoi faire de ce terrain.
Au même moment, Herman Phillips, David Atkins, et Ted « Hoppy » Hopkins, responsable du Luna Park de Glenelg en Australie-Méridionale commence les recherches pour établir un nouveau Luna Park en raison des problèmes constant avec le voisinage de leur premier parc. En dépit de la résistance initiale du Conseil du nord de Sydney sur l'idée d'un parc d'attractions, Herman Phillips remporte l'offre et commence la construction en 1935. Immédiatement après, il place Luna Park Glenelg en liquidation volontaire. Les attractions y furent récupérées et transportées à Sydney pour y être remontées. La construction coûta 60 000 £ et employa plus de 1 000 ouvriers.

### Des années 1930 aux années 1950

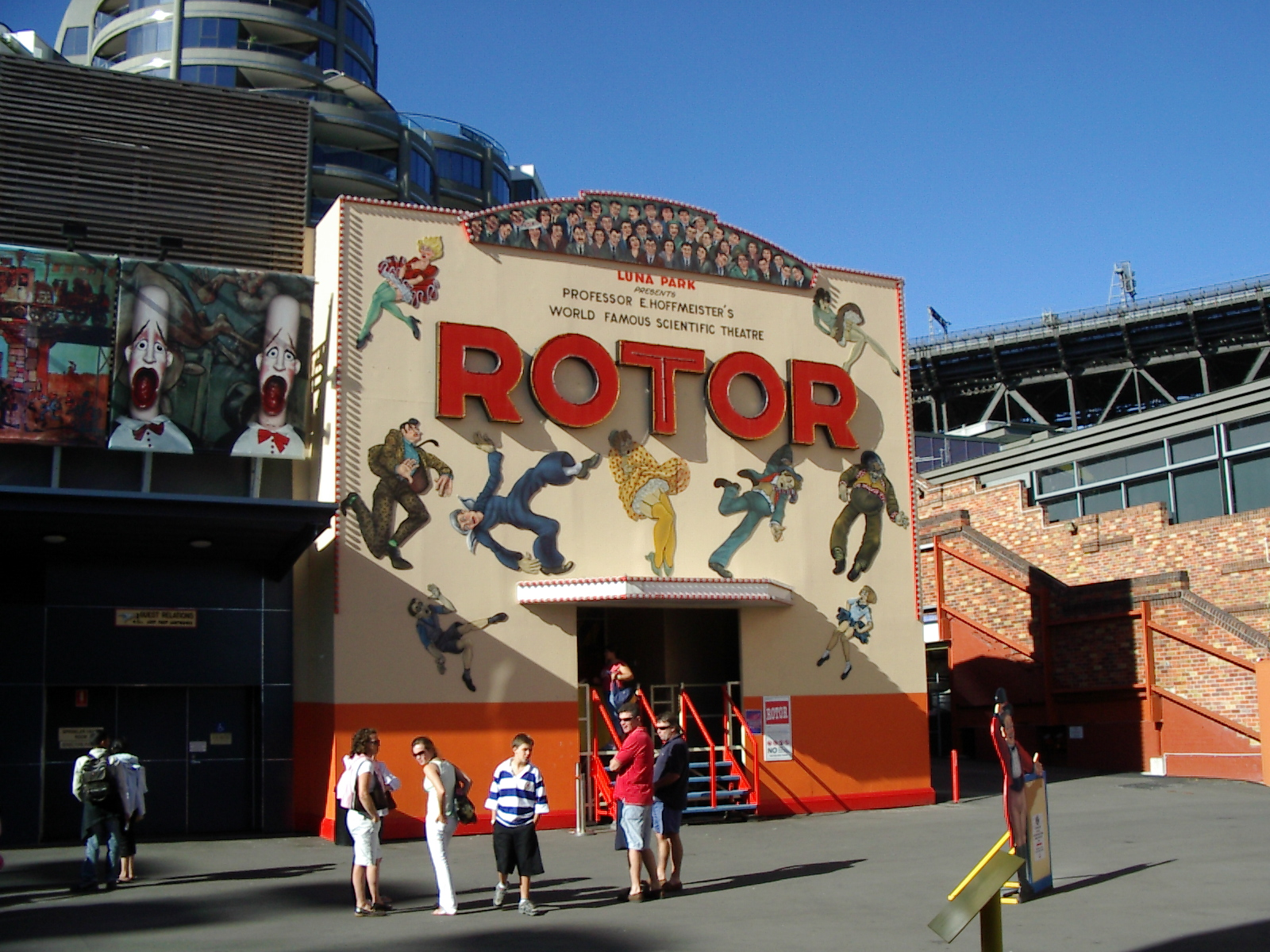
Le Rotor de 1951.

L'ouverture au public le 4 octobre 1935 fut un succès immédiat,. Le parc referma rapidement pour la période hivernale lui permettant de s'améliorer encore. 
Durant la Seconde Guerre mondiale, Luna Park était devenu le lieu de divertissement qui attirait énormément les soldats notamment. Les différentes lumières du parc ont été à cette période éteintes ou atténuées pour éviter d'attirer l'attention en cas d'attaque japonaise sur Sydney. La forte présence des soldats dans la zone en fit rapidement un endroit où la prostitution et les bagarres à grande échelle étaient devenues habituelles.
Dans les années 1950, de nombreuses améliorations furent apportées au parc. Atkins et Hopkins rapportèrent de nouvelles attractions des Pays-Bas, des États-Unis, d'Allemagne et d'Angleterre. Le Rotor fut construit et l'entrée mythique du parc fut refaite par Arthur Barton qui s'inspira d'illustrations de Old King Cole pour la création de la nouvelle figure.

### Des années 1950 aux années 1970
La disponibilité croissante des télévisions et des voitures vers la fin des années 1950 et le début des années 1960 permit au public d'autres alternatives pour les loisirs, délaissant peu à peu le parc. En dépit des efforts d'Hopkins pour garder le public du parc, notamment avec l'ajout de montagnes russes Wild Mouse, le parc fut contraint de vendre en 1969.
Un consortium nommé World Trade Centre Pty Ltd racheta le site et le bail pour 750 000 $. Hopkins et Barton quittèrent définitivement le parc en 1970. Peu après, World Trade Centre Pty Ltd fit le plan de construire à la place du parc un centre commercial aux allures de building avec espace d'exposition et héliport. Le plan fut rejeté par le gouvernement de Nouvelle-Galles du Sud et la décision de continuer l'activité de parc d'attractions fut prise.
Après les cinq années d'opération, les nouveaux manageurs changèrent plusieurs anciennes attractions, le slogan évolua et une mascotte fit même son apparition. Le parc resta ouvert toute l'année en 1972, supprimant l'arrêt hivernal. À la fin du bail du parc en 1975, les directeurs négocièrent pour le renouveler. À l'élection de Neville Wran qui devint Premier ministre de Nouvelle-Galles du Sud, ces discussions furent stoppées. Heureusement, le parc fut autorisé à continuer d'être exploité.
Le 16 avril 1979, 13 personnes furent blessées sur les montagnes russes en bois Big Dipper. La liste noire continua avec, le 9 juin 1979, l'incendie du Ghost Train. Le feu détruisit le train fantôme et endommagea Big Dipper et River Caves. Dans l'accident, on déplora la mort de six enfants et d'un adulte. Le parc fut condamné pour ne pas avoir pu maitrisé à temps le feu à défaut de système de sécurité.
Le parc en danger à cette époque se découvrit une communauté. Une sorte d'association, les « Amis de Luna Park » fut créée et une marche de protestation eu lieu de l'Opéra de Sydney jusqu'au parc. À cette occasion, le parc fut nommé National Trust.

### Harbourside

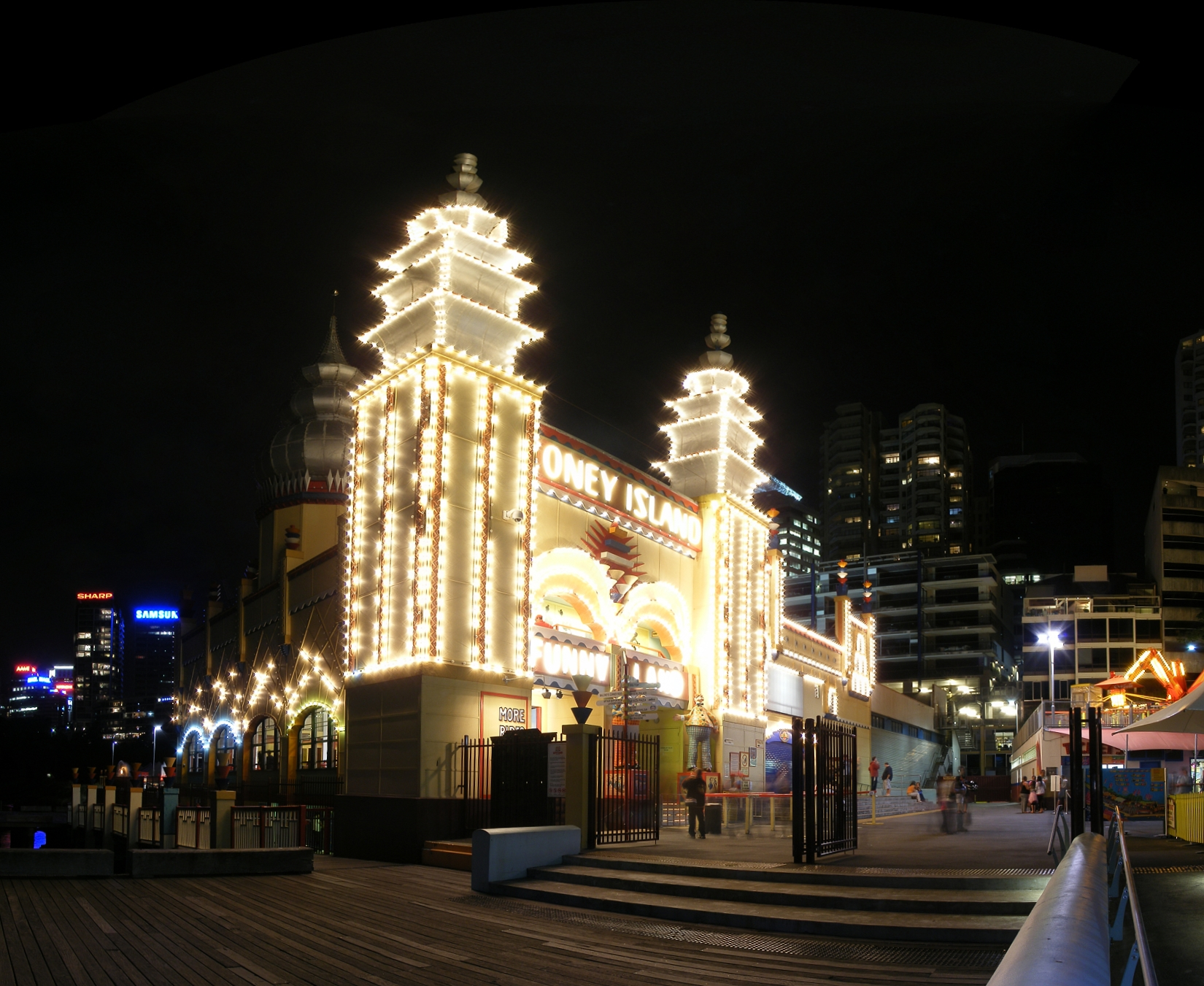
Entrée de la zone « Coney Island » du parc. Un hommage au Luna Park new-yorkais.

Australian Amusements Associates remportèrent l'offre en septembre 1980 et assura l'administration du parc au début de juin 1981. Du 31 mai au 1er juin, des enchères furent tenues pour vendre ce qui était récupérable du parc. Le parc fut alors reconstruit par Australian Amusements.
Le parc rouvrit en avril 1982 sous le nom Harbourside Amusement Park. Le parc a fonctionné jusqu'au 10 avril 1988, où une commission décida de le faire fermer, estimant que certaines attractions avaient besoin de réparations. En novembre de cette même année, le gouvernement constatant qu'aucun effort n'était fait pour remettre le parc en état, décida de poser un ultimatum en demandant la réouverture du parc pour le 1er juin 1990 ou la perte du bail du parc. Des attractions furent déplacées, d'autres réparées et restaurées. Les directeurs essayaient cependant de gagner du temps, espérant même une prolongation de la date buttoir. Quatre jours après la date fatidique, le bail fut stoppé. Plusieurs bâtiments furent cependant placés sous la protection du gouvernement.

### La réouverture de 1995
En 1991, les deux premières étapes de la reconstruction et la restauration du parc eurent le feu vert, avec 25 millions $ accordé par Open Space and Heritage Fund.
La troisième étape, impliquant la démolition des sections de rail d'une vieille ligne et la construction du Parkland, d'un amphithéâtre, d'une galerie d'Art, et d'un musée, n'était pas approuvée. Les plans définitifs de construction ont été approuvés par le Conseil du nord de Sydney en août 1992, avec Ted Hopkins soutenant également ces plans. Les travaux de construction ont commencé en janvier 1993, par la remise en place du visage mythique sur la porte d'entrée. Une armée des marchands et d'artistes travailla pendant six mois sur la restauration du parc.
Pendant la reconstruction, plusieurs contestations se firent entendre de la part des résidents voisins du parc. Principalement liées au bruit, le grand problème de nuisance sonore désignait principalement les montagnes russes. Les autorités de protection de l'environnement approuvèrent la construction du nouveau circuit de montagnes russes avec pour conditions qu'il respecte des directives strictes pour lutter contre le bruit. En outre, le Conseil du nord de Sydney a imposé une série de créneaux horaire où les montagnes russes ne pourraient pas fonctionner.
Luna Park rouvrit en janvier 1995. Durant les mois suivant cette réouverture, le parc subit une très mauvaise météo et donc une fréquentation assez faible par rapport aux objectifs.
Des requêtes légales contre le fonctionnement du parc et des montagnes russes ont été déposées par quelques riverains, soutenues par les chiffres d'affaires en perte de vitesse. Le gouvernement de Bob Carr nouvellement-élu douta de la viabilité à long terme du parc et élimina la garantie de gouvernement de 14 millions $ sur la confiance qu'elle lui avait accordé. Le parc fut forcé de fermer à nouveau le 14 février 1996.

### La réouverture de 2004

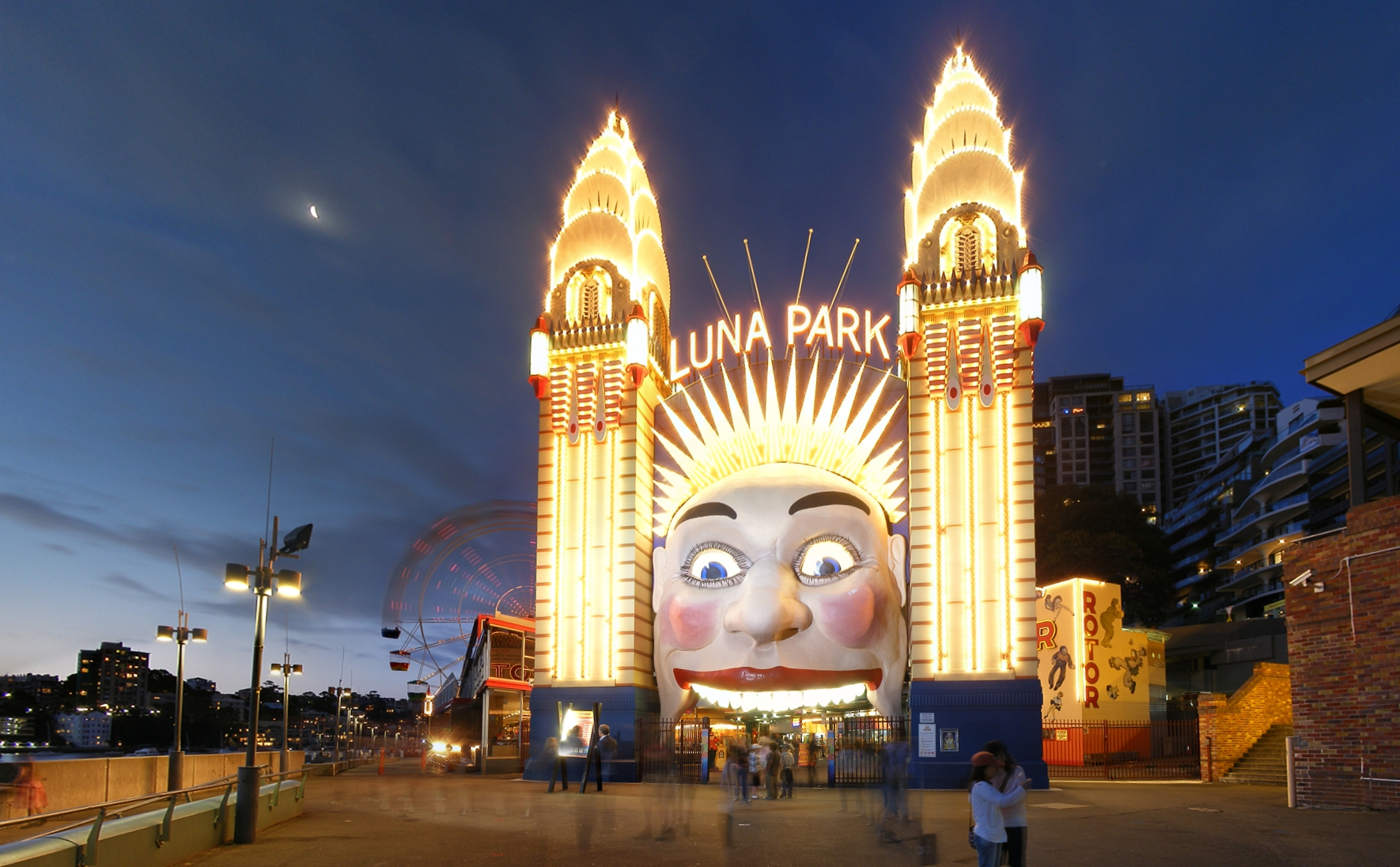
Entrée principale du parc en 2009.

La reconstruction et la restauration de Luna Park ont alors duré plus de 14 mois. Les attractions furent encore une fois enlevées, reconstruites, et dans certains cas améliorées pour se conformer aux standards de sécurité modernes. Luna Park a rouvert le 4 avril 2004. 
En dépit de la pluie et des basses températures, plusieurs milliers de personnes ont assisté à la journée "portes ouvertes". Dans les deux mois, le parc avait atteint 200 000 visiteurs. Une nouvelle action judiciaire contre le parc par un groupe de sept résidents fut lancée en avril 2005. La réclamation portait encore une fois sur le bruit des manèges. Un nouveau cas a commencé en juin 2007, et était toujours devant le tribunal en septembre 2007.
Une mise à niveau du parc de 30 millions de dollars est annoncée pour 2021 avec l'ajout de neuf nouvelles attractions dont trois montagnes russes ; des montagnes russes navette de Gerstlauer, des montagnes russes junior et des montagnes russes single-rail de Intamin (qui sera le premier circuit de montagnes russes de ce type en Australie). Ces dernières seront nommées Big Dipper en l'honneur des montagnes russes qui l'ont précédée.

## Les attractions
Liste des attractions actuelles du parc.

### Montagnes russes

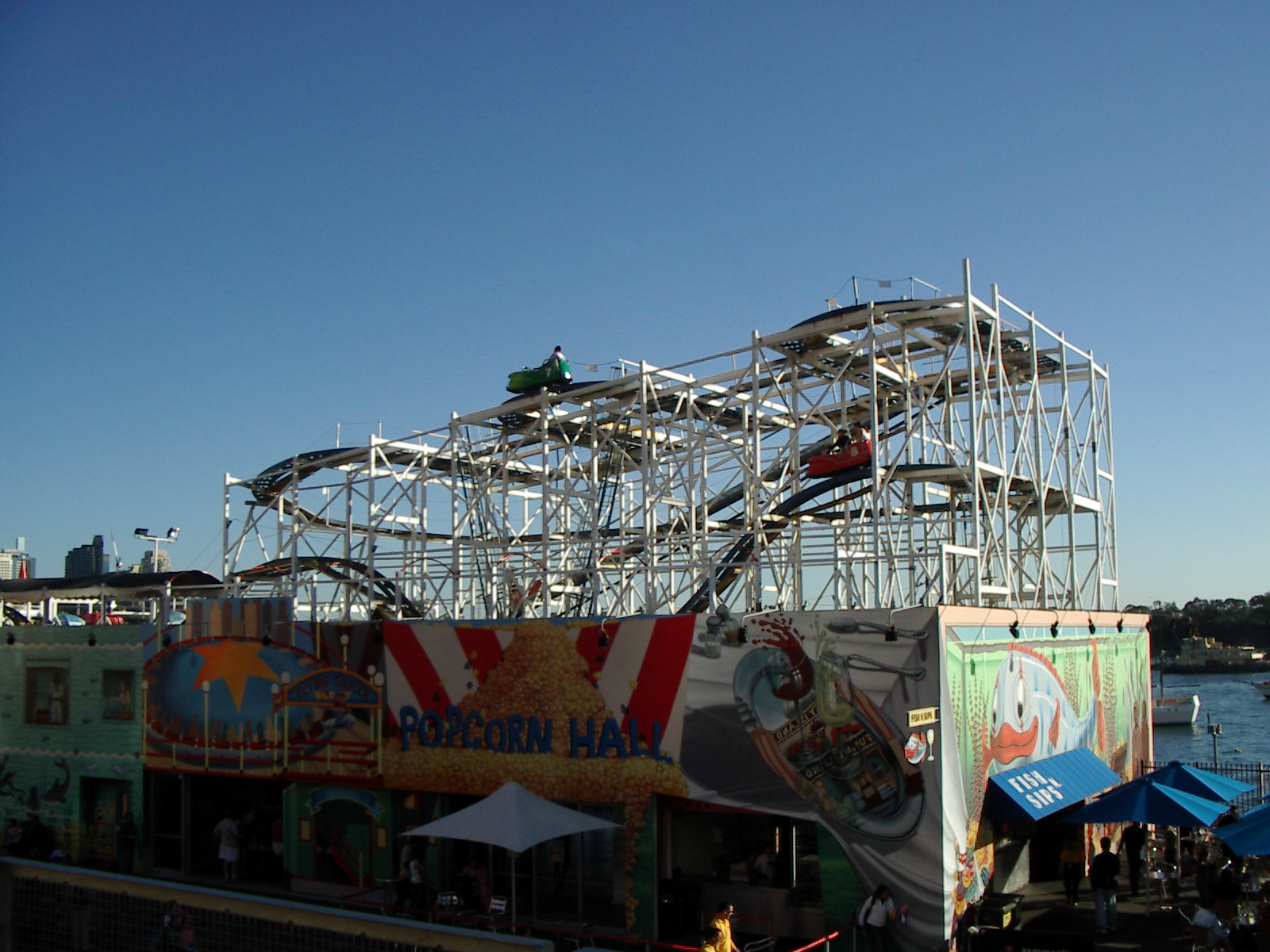
Wild Mouse.

| Nom           | Type               | Constructeur       | Année |
| ------------- | ------------------ | ------------------ | ----- |
| Wild Mouse    | Wild Mouse en bois | Hopkins & Pearce   | 1995  |
| Big Dipper    | Single-rail        | Intamin            | 2021  |
| Boomerang     | Navette            | Gerstlauer         | 2021  |
| Little Nipper | Junior             | Preston & Barbieri | 2021  |

- Wild Mouse.

### Autres attractions

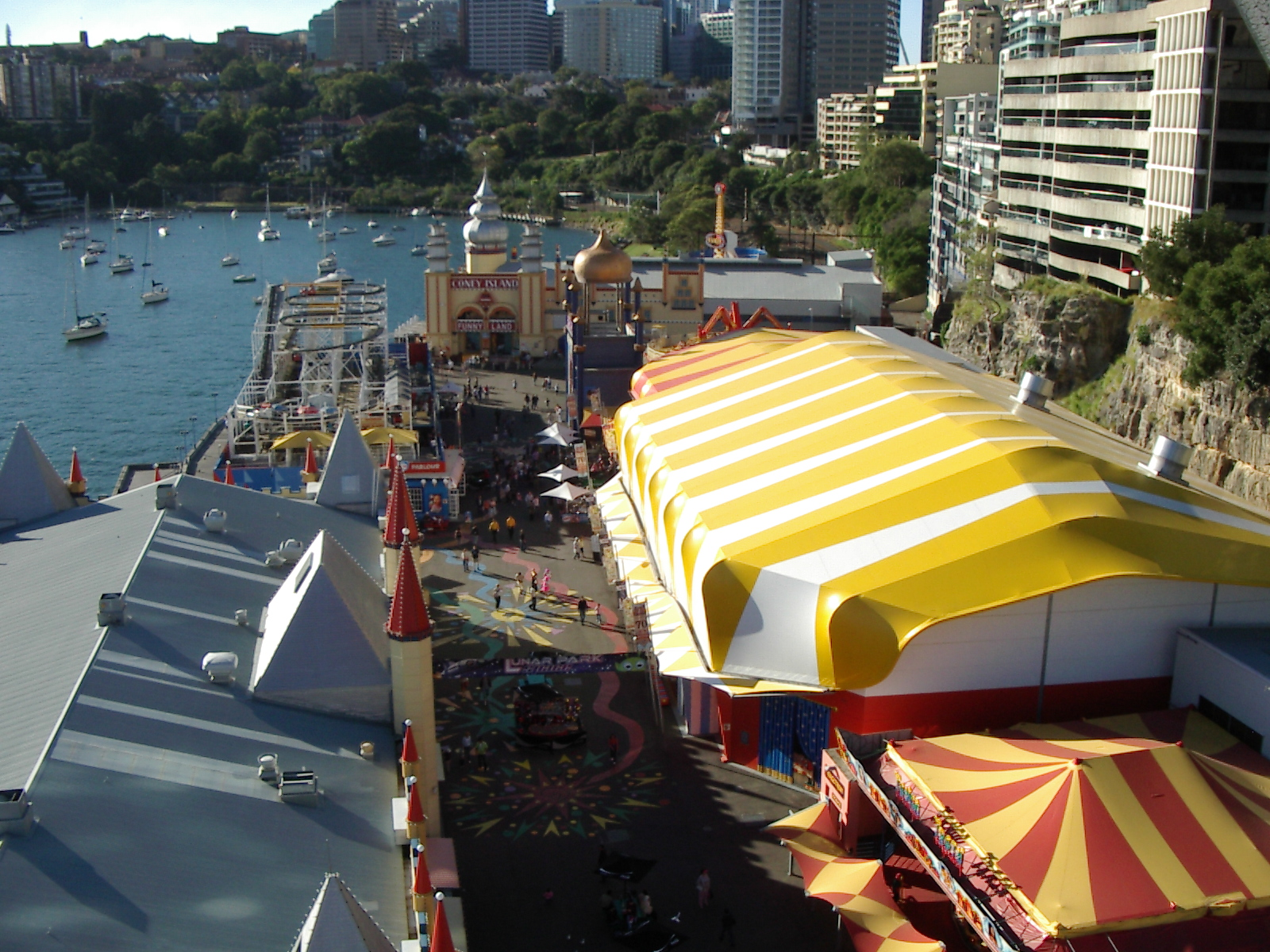
Allée principale du parc.

- Rotor - Rotor de 1951. Démoli en 1986 une deuxième version le remplacera en 1995.
- Commander Baldocks Galloping Horses and Racing Cockerels Carousel - Carrousel
- Skylab Ferris Wheel - Grande roue de 1982
- Flying Saucer - UFO de Huss Rides construit en 1988
- Tango Train - Music Express
- Dodgem City - Autos-tamponneuses
- Tumblebug - Troïka de Huss Rides construit en 1988
- Spider - Breakdance de Huss Rides construit en 1995
- Ranger - Ranger de Huss Rides construit
- Kids' Rides :
  - U-Drive
  - Whirly Wheel
  - Space Shuttle
  - Magic Castle